# Rue Henri-Robert
La rue Henri-Robert est une rue de l’île de la Cité, au centre de Paris, dans le 1er arrondissement.

## Origine du nom
La rue porte le nom de Henri-Robert (1863-1936), un avocat célèbre.

## Historique
C’est en 1948 qu’on a donné le nom de « rue Henri-Robert » à une partie de la place Dauphine.

## Bâtiments remarquables et lieux de mémoire
- No  28 : bâtiment qui faisait partie de l'ancienne rue de la place Dauphine, sur lequel est apposée une plaque rappelant que c'est là que vécut, de 1912 à 1934, le comédien et créateur du Théâtre-Libre, André Antoine (1858-1943).

## Pour approfondir